# Moruca (entrenador)
Manuel Fernández Mora, más conocido como Moruca (Vargas, Puente Viesgo, Cantabria, 10 de octubre de 1932-Santander, 1 de enero de 2017), fue un futbolista y entrenador español. Fue jugador del Racing en 1951 y posteriormente ejerció la función de entrenador del equipo en 1963 y en los periodos 1969-1972 y 1979-1983.

## Biografía
Cursó estudios en los colegios santanderinos de La Salle y Escolapios, siendo en este último cuando dejó los estudios muy pronto, ya que con 17 años decidió que lo suyo era dar patadas a un balón. Jugó en 1945 en Hogar-Kostka, donde realizó excelentes campañas, ganando en dos ocasiones el Torneo Barrios, siendo el máximo goleador y mejor jugador, con compañeros como Marquitos o Goyo Zamoruca y luego pasó a formar parte del Rayo Cantabria. De ahí pasó al Racing de Santander, pero las lesiones le impidieron triunfar y tuvo que emigrar a Sevilla, donde jugó en el Real Betis y posteriormente con el Eibar.
Moruca falleció en Santander el 1 de enero de 2017 a los 84 años.

### Trayectoria como técnico
Pero su trayectoria como técnico fue mejor. "Moruca" empezó a enseñar las lecciones que había aprendido de sus entrenadores Samuel Lamarca y Germán Gómez. Su primer banquillo fue en 1957 con el del Rayo Cantabria, el Rayo de la Tasa, que arrasaría con goleadas a sus rivales, con jugadores como Zaballa, Yosu, Laureano, Larrinoa, Saro, Gómez o Chisco, entre otros. Luego comenzaría una carrera destacada como técnico en la Gimnástica de Torrelavega logrando el ascenso a la Segunda División (último ascenso de este equipo a esa división). Tras dirigir al Ayrón y de nuevo al Rayo Cantabria, regresó al Racing de Santander, esta vez como entrenador en la temporada 1969-1970, aunque ya había dirigido un partido al equipo en la temporada 1963-1964 tras el cese de Argila y antes de la contratación de Louis Hon. Ascendió al equipo verdiblanco de Tercera División a Segunda y tras eso decidió probar fortuna en otros equipos españoles como Osasuna, Barakaldo CF y Elche CF. Pero el Racing de Santander le fichó de nuevo y Moruca en esta ocasión, consiguió el ascender al equipo a Primera división.

#### Ascenso a Primera División
Después de su experiencia dirigiendo al Osasuna (1972-74), Gimnástica (1975-76), Baracaldo –a los que ascendió a Segunda (1976-78)– y Elche (1978-79), volvió a Santander para protagonizar una de las temporadas más añoradas del racinguismo, el ascenso a Primera con una plantilla (excepción hecha de Verón, Alarcón y Amarilla) integrada por jugadores cántabros de la talla de Alba, Moncaleán, Juan Carlos García, Quique Setién, Ruisánchez, Villita, Manolo Preciado, Toño, Manolo Díaz, Tuto Sañudo, Víctor Diego, Piru, Ruisoto, Herrero, Alarcón, Javi Díaz y López. Aquel equipo consiguió el ascenso en el último partido al ganar por uno a cero al Levante, gracias a un gol de Quique Setién en la temporada 1980-1981.
‘Moruca’ fue el entrenador que más partidos dirigió al Racing en Segunda y Tercera División, con 122 y 38 encuentros, respectivamente, y el segundo con más partidos oficiales después del también desaparecido José María Maguregui, alcanzando la cifra de 259 encuentros.
Víctor Diego, vicepresidente del Racing y presidente de su Fundación, recordaba en la noche de ayer que él formaba parte de aquel equipo de cántabros del 81, y expresó su pesar por la muerte de ‘Moruca’ «porque el Racing pierde a uno de los entrenadores más emblemáticos». 